# Gesamtfarbauftrag
Der Begriff Gesamtfarbauftrag wird im Vierfarbdruck, speziell im Offsetdruck, verwendet und gibt die maximale Menge an Druckfarbe oder (Tinte, Farbstoff) an, die zur Erzeugung (Reproduktion) der benötigten Farben benötigt wird.
Im Vierfarbdruck bedeutet ein Gesamtfarbauftrag von beispielsweise 240 %, dass die Summe der Anteile der Grundfarben (Cyan, Magenta, Gelb, Schwarz) diesen Wert nicht überschreitet. In der Regel ist der Gesamtfarbauftrag umso höher, je dunkler die zu reproduzierende Farbe ist. Ein fettes Schwarz beispielsweise könnte die Zusammensetzung 80 % Cyan, 40 % Magenta, 20 % Gelb und 100 % Schwarz haben, insgesamt also 240 %.
Der zulässige Gesamtfarbauftrag ist abhängig von den Produktionsbedingungen beim Druck und dem verwendeten Substrat (z. B. Papier). Der Gesamtfarbauftrag beeinflusst beispielsweise direkt die Trocknungszeit.